# ديك سميث (لاعب كرة قاعدة أمريكي)
ديك سميث (بالإنجليزية: Dick Smith)‏ هو لاعب كرة قاعدة أمريكي، ولد في 1 يوليو 1927 في بلاندبورغ ‏ في الولايات المتحدة.

## وصلات خارجية
- ديك سميث على موقع دوري كرة القاعدة الرئيسي (الإنجليزية)
- ديك سميث على موقعبيزبول رفرنس.كوم (الدوري الرئيسي) (الإنجليزية)
- ديك سميث على موقعبيزبول رفرنس.كوم (الدوري الثانوي) (الإنجليزية)